# ميلتون رينولدز
ميلتون رينولدز (بالإنجليزية: Milton Reynolds)‏ هو مخترِع أمريكي، ولد في 1892، وتوفي في 1976.